# Merenius alberti
Merenius alberti là một loài nhện trong họ Corinnidae.
Loài này thuộc chi Merenius. Merenius alberti được Roger de Lessert miêu tả năm 1923.